# محمدیه (یزد)
محمدیه، روستایی در دهستان اکرم‌آباد بخش اکرم‌آباد شهرستان یزد در استان یزد ایران است.

## جمعیت
بر پایه سرشماری عمومی نفوس و مسکن در سال ۱۳۹۵، جمعیت این روستا برابر با ۷۷ نفر (۲۱ خانوار) بوده است.